# Halkbank
Halkbank est une banque turque, constituée pour la première fois en 1933 en tant que banque d'État. Après s'être développée pendant une grande partie du vingtième siècle, elle a commencé à absorber des banques d'État de plus petite taille au tournant du millénaire.
Halkbank est désormais une société cotée en bourse, bien que l'actionnaire majoritaire reste le gouvernement turc. Un certain nombre de scandales et de controverses impliquant la banque ont émergé au cours de la décennie 2010, dont certains ont abouti à l'arrestation de ses dirigeants.

## Histoire
Halkbank a été constituée en 1933 et a commencé à offrir des services en 1938. Entre 1938 et 1950, elle fonctionnait en tant que coopérative de crédit dont le but était de fournir des prêts aux commerçants et artisans à des conditions favorables afin de promouvoir la croissance économique en Turquie. En 1950, elle a commencé à ouvrir des succursales et à accorder des prêts aux clients. En 1964, Halkbank se lance dans un programme ambitieux dans lequel son capital est augmenté et établit un réseau national de succursales.
Halkbank a absorbé plusieurs banques d'État en faillite de plus petite taille dans les années 1990 et au début des années 2000 : Töbank en 1992, Sümerbank en 1993, Etibank en 1998 et Emlakbank en 2001. L'un des principaux tournants pour Halkbank a été l'acquisition de Pamukbank en 2004. Après cet achat, elle a subi un important processus de restructuration pour se préparer à la privatisation. Le 10 mai 2007, 24,98 % des actions de Halkbank ont été vendues dans le cadre d'une offre publique et cotées à la Bourse d'Istanbul. Le 16 novembre 2012, le pourcentage d'actions cotées est passé à 48,9 %. Le siège social de Halkbank a été transféré d'Ankara à Istanbul en juin 2015. Le 24 février 2017, les actions publiques de Halkbank ont été transférées au Turkey Wealth Fund, qui est le fonds souverain de la Turquie.

## Controverse concernant le commerce du pétrole iranien
Halkbank a été un maillon de la chaîne pour financer les intérêts pétroliers iraniens à la suite des sanctions nucléaires décidées par les États-Unis. En mars 2012, l'Iran a été empêché d'utiliser le système international de transfert d'argent SWIFT. Halkbank semble avoir acheté pour 13 milliards de dollars d'or sur le marché libre entre mars 2012 et juillet 2013, alors que le régime de sanctions de l'ONU était en place avant l'accord P5+1 de novembre 2013. Les sanctions empêchaient l'Iran d'être payé en dollars ou en euros, mais l'or n'a jamais été mentionné dans le régime des sanctions, et donc cette faille a permis d'utiliser l'or pour financer l'achat de produits pétroliers iraniens. Halkbank a permis aux intermédiaires iraniens d'acheter de l'or avec leur livre turque, et cet or a retrouvé le chemin des coffres iraniens. Une enquête a révélé que 2 milliards de dollars américains en lingots d'or (environ 36 tonnes) ont été transportés de Turquie à Dubaï en août 2012 seulement. En défendant sa décision de ne pas appliquer ses propres sanctions, l'administration Obama a insisté sur le fait que la Turquie ne transférait de l'or qu'à des citoyens iraniens privés. L'administration a fait valoir que, par conséquent, il ne s'agissait pas d'une violation explicite de son décret. L'ambassadeur iranien en Turquie, Ali Reza Bikdeli, a ainsi félicité Halkbank pour ses « décisions de gestion intelligentes ces dernières années [qui] ont joué un rôle important dans les relations irano-turques ». Halkbank a déclaré qu'il n'y avait pas de sanctions contre le commerce de métaux précieux avec l'Iran. jusqu'au 1er juillet 2013.
Halkbank avait également des comptes indiens qui négociaient avec l'Iran en 2013 : « L'Inde doit maintenant à l'Iran 5,3 milliards de dollars de dette pétrolière. L'Inde prévoit de payer à l'Iran 1 milliard de dollars par mois, soit 12 milliards de dollars par an, également via Halkbank.

### 2013 enquête de corruption
En décembre 2013, le PDG de Halkbank, Süleyman Aslan, a été arrêté et accusé d'avoir accepté des pots-de-vin, entre autres, de Reza Zarrab, un homme d'affaires irano-azéri qui avait acquis la nationalité turque sous le nom de Sarraf. La police aurait découvert des boîtes à chaussures contenant 4,5 millions de dollars américains dans la maison d'Aslan. Des dizaines de fonctionnaires de police auraient été licenciés parce que leurs enquêtes mettaient les hommes politiques mal à l'aise. La chaîne de commandement de la police a été modifiée afin que les hommes politiques soient informés des activités de la police et puissent les contrecarrer. Cela a provoqué une injonction d'audition dans le système judiciaire, qui a bloqué le changement. Un procureur a été démis de ses fonctions.
L'arrestation, qui s'est accompagnée de nombreuses autres arrestations de responsables alliés au Premier ministre de l'époque, Recep Tayyip Erdoğan (aujourd'hui président de la Turquie), est considérée comme faisant partie d'une lutte pour le pouvoir entre le Premier ministre et le chef de l'opposition turque en exil Fethullah Gülen,.

### Condamnation américaine d'un dirigeant
En mars 2017, le directeur adjoint de la banque Mehmet Hakan Atilla est arrêté par le gouvernement américain pour avoir conspiré en vue d'échapper aux sanctions contre l'Iran en aidant Reza Zarrab « à utiliser des institutions financières américaines pour se livrer à des transactions financières interdites qui ont acheminé illégalement des millions de dollars vers l'Iran ». Zarrab a été arrêté à Miami, en Floride, en mars 2016. À Ankara en mars 2017, le secrétaire d'État américain Rex Tillerson a déclaré qu'il n'y avait aucun lien entre la demande turque d'extradition de Gülen et l'arrestation d'Atilla et que les deux affaires se dérouleraient conformément à la loi. Le procès d'Atilla a commencé devant un tribunal fédéral de New York en novembre 2017, Zarrab ayant accepté de témoigner après avoir conclu un accord de plaidoyer avec les procureurs. Selon le New York Times, les poursuites contre Atilla et d'autres ont « fait trembler » les cercles politiques turcs. Erdogan a cherché, sans succès, à persuader les autorités américaines d'abandonner l'affaire, et les médias d'État ont minimisé la couverture du procès. Zarrab a déclaré que l'opération de contournement des sanctions avait la connaissance et l'approbation de M. Erdogan, ainsi que celle du gendre de M. Erdogan, Berat Albayrak.
Début 2018, Atilla a été reconnu coupable de cinq des six chefs d'accusation retenus contre lui, dont la fraude bancaire et les complots, et acquitté d'un chef d'accusation après quatre jours de délibération du jury. Zarrab était le principal témoin à charge au cours des sept jours de témoignage au procès. La condamnation d'Atilla est prévue pour avril 2018 et le seul chef de fraude bancaire est passible d'une peine maximale de 30 ans de prison. Sept autres coaccusés sont toujours en fuite. En août 2018, la Turquie et les États-Unis négociaient l'emprisonnement par la Turquie du pasteur Andrew Brunson et se sont presque entendus sur la possibilité d'un échange qui aurait permis à Atilla de purger sa peine « chez lui ». Mais le ministre turc des Affaires étrangères, selon un rapport citant d'autres rapports, a demandé aux responsables américains « de mettre fin à toute enquête sur Halkbank ». Après cela, « l'affaire s'est effondrée ». Mehmet Hakan Attila est condamné à 32 mois de prison, en avril 2018, pour cinq des six chefs d’accusation portés à son encontre - avant d’être libéré par anticipation en juillet 2019. Ce jugement ne clôt pas les mésaventures judiciaires de Halkbank : le 16 octobre 2019, la banque est inculpée en tant qu’institution et poursuivie pour fraude, blanchiment d’argent, et entraves aux sanctions américaines contre l’Iran.
En 2019, le sénateur américain Ron Wyden ouvre également une enquête.

### Lien avec le scandale Geoffrey Berman-William Barr
En 2016, le président Erdogan demande au vice-président de l'époque, Joe Biden, de destituer Preet Bharara, l'avocat américain du district sud de New York, qui allait ensuite inculper Zarrab. À la suite du lobbying continu du président Erdogan, Donald Trump a licencié Bharara en 2017, et l'a finalement remplacé par Geoffrey Berman. Fin 2018, le président Erdogan a personnellement fait pression sur le président Trump pour qu'il abandonne de nouvelles enquêtes sur Halkbank, une fois en personne lors de la réunion du G20 à Buenos Aires (1er novembre 2018) et une fois par téléphone (14 décembre 2018) ; selon John Bolton, un témoin de première main des deux événements, Trump a alors accepté d'abandonner les enquêtes. Le 14 décembre 2018, le ministère de la Justice, alors dirigé par Matthew Whitaker, a informé le bureau de Berman qu'il s'impliquerait davantage dans l'enquête Halkbank. Malgré la pression exercée par le procureur général par intérim Whitaker et son successeur, William Barr, pour clore l'enquête, Berman et le bureau du SDNY ont poursuivi leur enquête, estimant que leur dossier était solide. En juin 2019, Barr a convoqué Berman à son bureau à Washington pour pousser Berman à abandonner les charges retenues contre les accusés, dont l'ancien ministre turc de l'Économie, Mehmet Zafer Caglayan, et à mettre fin aux enquêtes sur d'autres conspirateurs présumés. Berman a répondu que c'était contraire à l'éthique. Après avoir lutté avec les détails juridiques du limogeage de Berman, Barr a annoncé le 19 juin 2020 que Berman « démissionnait de son poste » mais avait également du mal à trouver un remplaçant dans un délai aussi court ; pour sa part, Berman a insisté sur le fait qu'il n'avait pas démissionné, et a refusé de quitter ses fonctions jusqu'à ce que son adjointe Audrey Strauss, qui envisageait de poursuivre l'enquête sur Halkbank, ait été installée.